# Hoplolygris straminea
Hoplolygris straminea là một loài bướm đêm trong họ Geometridae.